# 제니퍼 페린
제니퍼 페린(Jennifer Ferrin, 1979년 2월 25일 ~ )은 미국의 배우, 텔레비전 배우, 영화배우이다.

## 방송
- 타임 애프터 타임
- 헬 온 휠즈 5
- 헬 온 휠즈 4
- 헬 온 휠즈 3
- 팔로잉 시즌1

## 영화
- 타임 애프터 타임 (2017년)
- 헬 온 휠즈 5 (2015년)
- 더 케이프 (2011년) - 데이너 패러데이 역
- 너스 재키 시즌2 (2010년) - 조지아 역
- 노네임즈 (2010년)
- 라이프 온 마스 (2008년)
- 킬 포인트 (2007년)
- 애즈 더 월드 턴즈 (1956년)